# Golden Globe 2009
La 66ª edizione della cerimonia di premiazione di Golden Globe si è tenuta domenica 11 gennaio 2009 al Beverly Hilton Hotel di Beverly Hills, California.
Rumer Willis, figlia di Demi Moore e Bruce Willis, è stata la Golden Globe Ambassador dell'edizione.

## Premi per il cinema
Vengono di seguito indicati in grassetto i vincitori. Ove ricorrente e disponibile, viene indicato il titolo in lingua italiana e quello in lingua originale tra parentesi.

### Miglior film drammatico
- The Millionaire (Slumdog Millionaire), regia di Danny Boyle
- Il curioso caso di Benjamin Button (The Curious Case of Benjamin Button), regia di David Fincher
- Frost/Nixon - Il duello (Frost/Nixon), regia di Ron Howard
- The Reader - A voce alta (The Reader), regia di Stephen Daldry
- Revolutionary Road, regia di Sam Mendes

### Miglior film commedia o musicale
- Vicky Cristina Barcelona, regia di Woody Allen
- Burn After Reading - A prova di spia , regia dei fratelli Coen
- La felicità porta fortuna - Happy-Go-Lucky (Happy-Go-Lucky), regia di Mike Leigh
- In Bruges - La coscienza dell'assassino (In Bruges), regia di Martin McDonagh
- Mamma Mia!, regia di Phyllida Lloyd

### Miglior regista
- Danny Boyle - The Millionaire (Slumdog Millionaire)
- Stephen Daldry - The Reader - A voce alta (The Reader)
- David Fincher - Il curioso caso di Benjamin Button (The Curious Case of Benjamin Button)
- Ron Howard - Frost/Nixon - Il duello (Frost/Nixon)
- Sam Mendes - Revolutionary Road

### Miglior attore in un film drammatico
- Mickey Rourke - The Wrestler
- Leonardo DiCaprio - Revolutionary Road
- Frank Langella - Frost/Nixon - Il duello (Frost/Nixon)
- Sean Penn  - Milk
- Brad Pitt - Il curioso caso di Benjamin Button (The Curious Case of Benjamin Button)

### Migliore attrice in un film drammatico
- Kate Winslet - Revolutionary Road
- Anne Hathaway - Rachel sta per sposarsi (Rachel Getting Married)
- Angelina Jolie - Changeling
- Meryl Streep  - Il dubbio (Doubt)
- Kristin Scott Thomas - Ti amerò sempre (Il y a longtemps que je t'aime)

### Miglior attore in un film commedia o musicale
- Colin Farrell - In Bruges - La coscienza dell'assassino (In Bruges)
- Javier Bardem - Vicky Cristina Barcelona
- James Franco - Strafumati (Pineapple Express)
- Brendan Gleeson - In Bruges - La coscienza dell'assassino (In Bruges)
- Dustin Hoffman - Oggi è già domani (Last Chance Harvey)

### Migliore attrice in un film commedia o musicale
- Sally Hawkins - La felicità porta fortuna - Happy-Go-Lucky (Happy-Go-Lucky)
- Rebecca Hall - Vicky Cristina Barcelona
- Frances McDormand - Burn After Reading - A prova di spia (Burn After Reading)
- Meryl Streep - Mamma Mia!
- Emma Thompson - Oggi è già domani (Last Chance Harvey)

### Miglior attore non protagonista
- Heath Ledger - Il cavaliere oscuro (The Dark Knight)
- Tom Cruise - Tropic Thunder
- Robert Downey Jr. - Tropic Thunder
- Ralph Fiennes - La duchessa (The Duchess)
- Philip Seymour Hoffman - Il dubbio (Doubt)

### Migliore attrice non protagonista
- Kate Winslet - The Reader - A voce alta (The Reader)
- Amy Adams - Il dubbio (Doubt)
- Penélope Cruz - Vicky Cristina Barcelona
- Viola Davis - Il dubbio (Doubt)
- Marisa Tomei - The Wrestler

### Migliore sceneggiatura
- Simon Beaufoy - The Millionaire (Slumdog Millionaire)
- David Hare - The Reader - A voce alta (The Reader)
- Peter Morgan - Frost/Nixon - Il duello (Frost/Nixon)
- Eric Roth - Il curioso caso di Benjamin Button (The Curious Case of Benjamin Button)
- John Patrick Shanley - Il dubbio (Doubt)

### Migliore colonna sonora originale
- A.R. Rahman - The Millionaire (Slumdog Millionaire)
- Alexandre Desplat - Il curioso caso di Benjamin Button (The Curious Case of Benjamin Button)
- Clint Eastwood - Changeling
- James Newton Howard - Defiance - I giorni del coraggio (Defiance)
- Hans Zimmer - Frost/Nixon - Il duello (Frost/Nixon)

### Migliore canzone originale
- The Wrestler, musica e parole di Bruce Springsteen - The Wrestler
- Down to Earth, musica di Peter Gabriel e Thomas Newman; parole di Peter Gabriel - WALL•E
- Gran Torino, musica di Clint Eastwood, Jamie Cullum, Kyle Eastwood e Michael Stevens; parole di Kyle Eastwood e Michael Stevens - Gran Torino
- I Thought I Lost You, musica e parole di Miley Cyrus e Jeffrey Steele - Bolt - Un eroe a quattro zampe
- Once in a Lifetime, musica e parole di Beyoncé Knowles, Amanda Ghost, Scott McFarnon, Ian Dench, James Dring e Jody Street - Cadillac Records

### Miglior film straniero
- Valzer con Bashir (Waltz with Bashir), regia di Ari Folman (Israele)
- La banda Baader Meinhof (Der Baader Meinhof Komplex), regia di Uli Edel (Germania)
- Maria Larssons eviga ögonblick, regia di Jan Troell (Svezia/Danimarca)
- Gomorra, regia di Matteo Garrone (Italia)
- Ti amerò sempre (Il y a longtemps que je t'aime), regia di Philippe Claudel (Francia)

### Miglior film d'animazione
- WALL•E, regia di Andrew Stanton
- Bolt - Un eroe a quattro zampe (Bolt), regia di Chris Williams e Byron Howard
- Kung Fu Panda, regia di Mark Osborne e John Stevenson

## Premi per la televisione
Vengono di seguito indicati in grassetto i vincitori. Ove ricorrente e disponibile, viene indicato il titolo in lingua italiana e quello in lingua originale tra parentesi.

### Miglior serie drammatica
- Mad Men
- Dexter
- Dr. House - Medical Division (House, M.D.)
- In Treatment
- True Blood

### Miglior serie commedia o musicale
- 30 Rock
- Californication
- Entourage
- The Office
- Weeds

### Miglior mini-serie o film per la televisione
- John Adams (John Adams), regia di Tom Hooper
- A Raisin in the Sun (A Raisin in the Sun), regia di Kenny Leon
- Bernard & Doris - Complici amici (Bernard and Doris), regia di Bob Balaban
- Cranford (Cranford), regia di Simon Curtis e Steve Hudson
- Recount (Recount), regia di Jay Roach

### Miglior attore in una serie drammatica
- Gabriel Byrne - In Treatment
- Michael C. Hall - Dexter
- Jon Hamm - Mad Men
- Hugh Laurie - Dr. House - Medical Division (House, M.D.)
- Jonathan Rhys Meyers - I Tudors (The Tudors)

### Miglior attore in una serie commedia o musicale
- Alec Baldwin - 30 Rock
- Steve Carell - The Office
- Kevin Connolly - Entourage
- David Duchovny - Californication
- Tony Shalhoub - Detective Monk (Monk)

### Miglior attore in una mini-serie o film per la televisione
- Paul Giamatti - John Adams
- Ralph Fiennes - Bernard & Doris - Complici amici (Bernard and Doris)
- Kevin Spacey - Recount
- Kiefer Sutherland - 24: Redemption
- Tom Wilkinson - Recount

### Miglior attrice in una serie drammatica
- Anna Paquin - True Blood
- Sally Field - Brothers & Sisters
- Mariska Hargitay - Law & Order: Unità Speciale (Law & Order: Special Victims Unit)
- January Jones - Mad Men
- Kyra Sedgwick - The Closer

### Miglior attrice in una serie commedia o musicale
- Tina Fey - 30 Rock
- Christina Applegate - Samantha chi? (Samantha Who?)
- America Ferrera - Ugly Betty
- Debra Messing - The Starter Wife
- Mary-Louise Parker - Weeds

### Miglior attrice in una mini-serie o film per la televisione
- Laura Linney - John Adams
- Judi Dench - Cranford
- Catherine Keener - An American Crime
- Shirley MacLaine - Coco Chanel
- Susan Sarandon - Bernard & Doris - Complici amici (Bernard and Doris)

### Miglior attore non protagonista in una serie
- Tom Wilkinson - John Adams
- Neil Patrick Harris - How I Met Your Mother
- Denis Leary - Recount
- Jeremy Piven - Entourage
- Blair Underwood - In Treatment

### Miglior attrice non protagonista in una serie
- Laura Dern - Recount
- Eileen Atkins - Cranford
- Melissa George - In Treatment
- Rachel Griffiths - Brothers & Sisters
- Dianne Wiest - In Treatment

## Premi onorari
- Golden Globe alla carriera: Steven Spielberg